# Wieża zegarowa w Skopje
Wieża zegarowa w Skopje (mac. Саат-кула, Saat-kuła) – sześciokątna wieża zegarowa w Skopje, w Macedonii. Znajduje się w starej części miasta.
Wieża została zbudowana w latach 1566–1572 (lub 1573), co czyni ją pierwszą tego typu konstrukcją w Imperium Osmańskim. Zbudowano ją obok meczetu Sułtana Murada. Zegar znajdujący się na wieży został sprowadzony z Szigetváru. W 1689 roku wieża została uszkodzona w pożarze. Wieżę odrestaurowano w latach 1902–1903, drewniana górna część konstrukcji została wówczas zastąpiona ceglaną, wstawiono także nowy zegar, pochodzący ze Szwajcarii. Zegar ten zniknął jednak w niewyjaśnionych okolicznościach podczas trzęsienia ziemi w 1963 roku. Kolejny zegar wstawiono w 2008 roku.

## Galeria

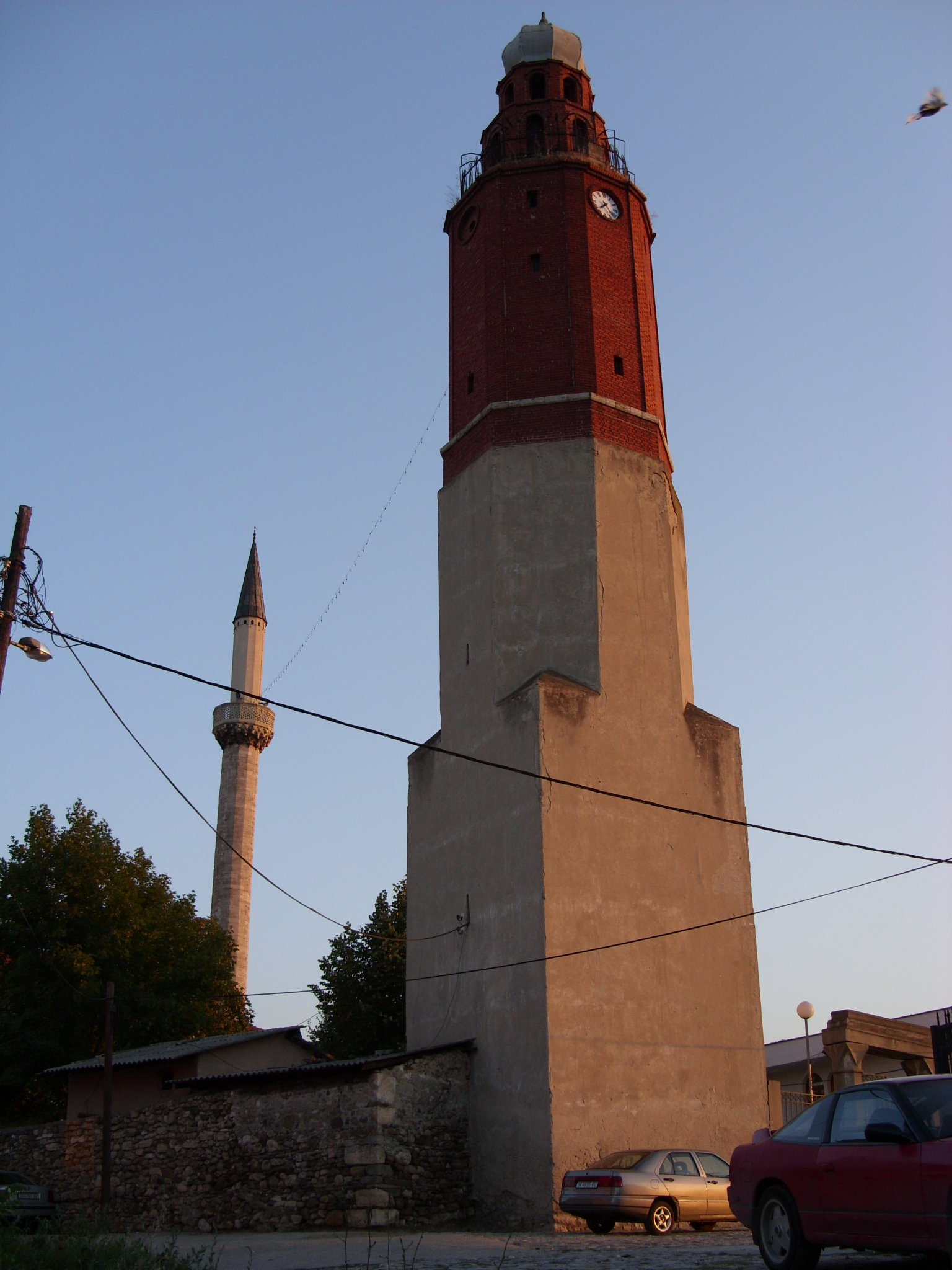
Wieża w 2008 roku
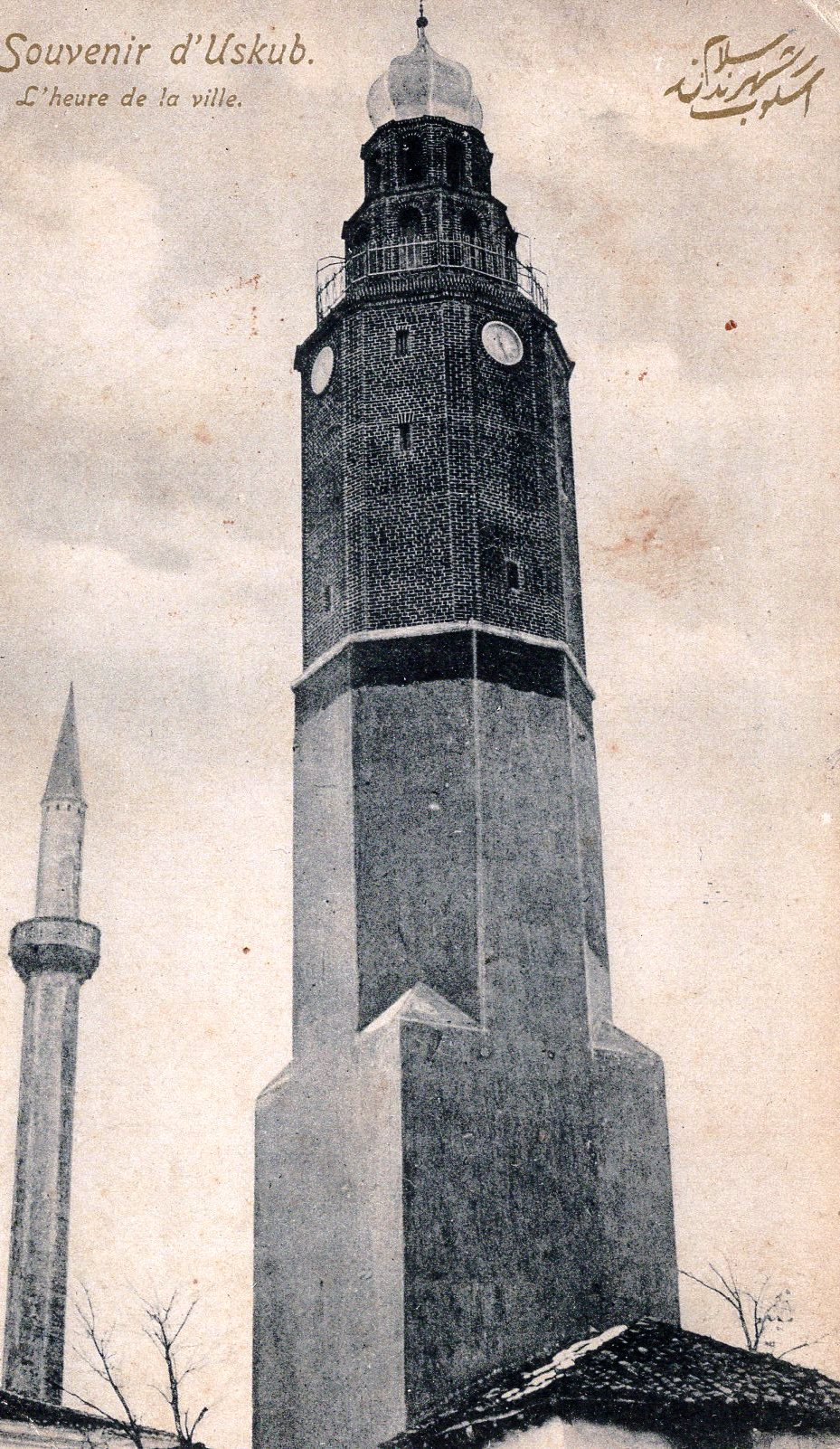
Wieża na pocztówce z 1909 roku